# Daniel Ryan
Pour les articles homonymes, voir Ryan.
Daniel Ryan dit Danny Ryan, né le 19 avril 1929 aux États-Unis et mort le 15 février 1961 à Berg (Belgique), est un patineur artistique américain.

## Biographie

### Carrière sportive
Il est double médaillé de bronze en danse sur glace avec Carol Ann Peters aux Championnats du monde en 1952 et en 1953. Le duo est aussi médaillé d'or aux Championnats d'Amérique du Nord en 1953 et médaillé d'argent dans cette compétition en 1951, ainsi que champions des États-Unis en 1953.

### Mort
Il décède le 15 février 1961, à l'âge de 31 ans, avec l'équipe des États-Unis lors du crash du vol Sabena 548, alors qu'il se rend aux Mondiaux de 1961 à Prague en tant qu'entraîneur de Larry Pierce et Diane Sherbloom. Il laisse derrière lui sa femme Rose Anne, elle aussi entraîneuse de patinage artistique, et cinq enfants.
Il intègre à titre posthume le United States Figure Skating Hall of Fame en 2011.

## Palmarès
Avec sa partenaire Carol Ann Peters
| Compétitions principales        | 1951 | 1952 | 1953 |  |  |  |  |  |  |  |  |  |  |  |
| Championnats du monde           |      | 3e   | 3e   |  |  |  |  |  |  |  |  |  |  |  |
| Championnats d'Amérique du Nord | 2e   |      | 1er  |  |  |  |  |  |  |  |  |  |  |  |
| Championnats des États-Unis     | 3e   | 2e   | 1er  |  |  |  |  |  |  |  |  |  |  |  |
|                                 |      |      |      |  |  |  |  |  |  |  |  |  |  |  |